# گابرو

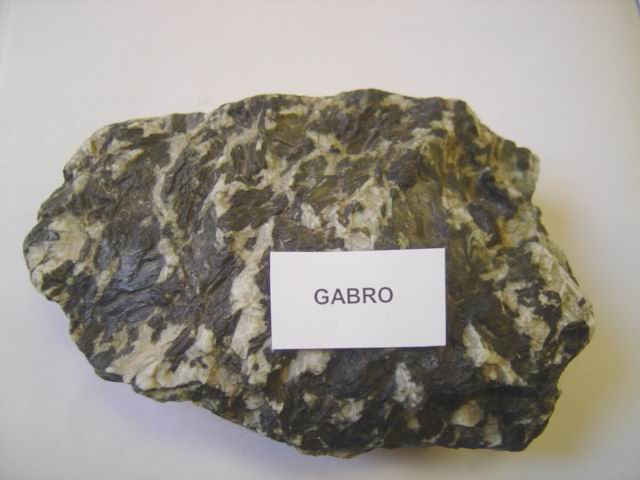
تکه‌ای از گابرو.

گابرو یک نوع سنگ دانه‌درشت آذرین درونی قلیائی است که از نظر شیمیایی با بازالت همانند است.
سنگ گابرو زمانی تشکیل می‌شود که گدازه‌های آتشفشانی در زیر سطح زمین گیر بیفتند و به شکل انبوهه‌ای بلورین سرد شوند.
زیر بیشتر سطح کرهٔ زمین یعنی در قسمت پوسته اقیانوسی لایه‌ای از گابرو وجود دارد.
گابرو از کانی‌های پلاژیوکلاز، الیوین، پیروکسین و برخی اوقات هورنبلاند تشکیل یافته‌است.